# Gräberfeld von Stuttgart-Feuerbach

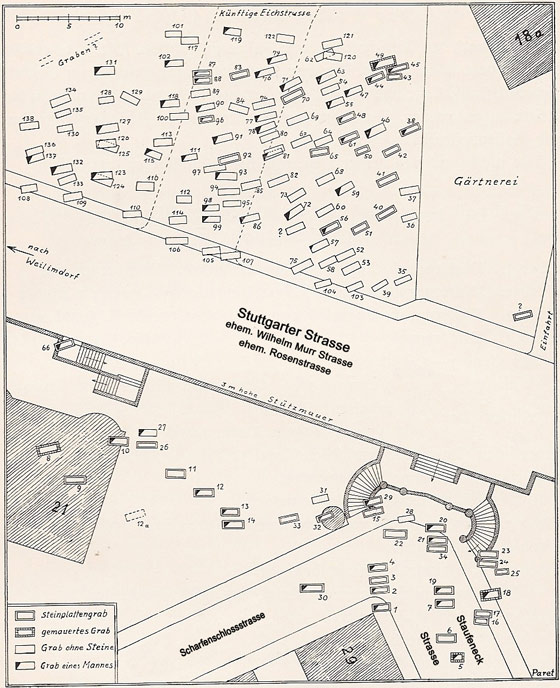
Alamannische Gräber an der Ecke von Staufeneckstraße (früher Schlosserstraße) und Scharfenschloßstraße (früher Eich-Straße) bei der Stuttgarter-Straße 115 (früher Wilhelm-Murr-Straße) in Stuttgart-Feuerbach.

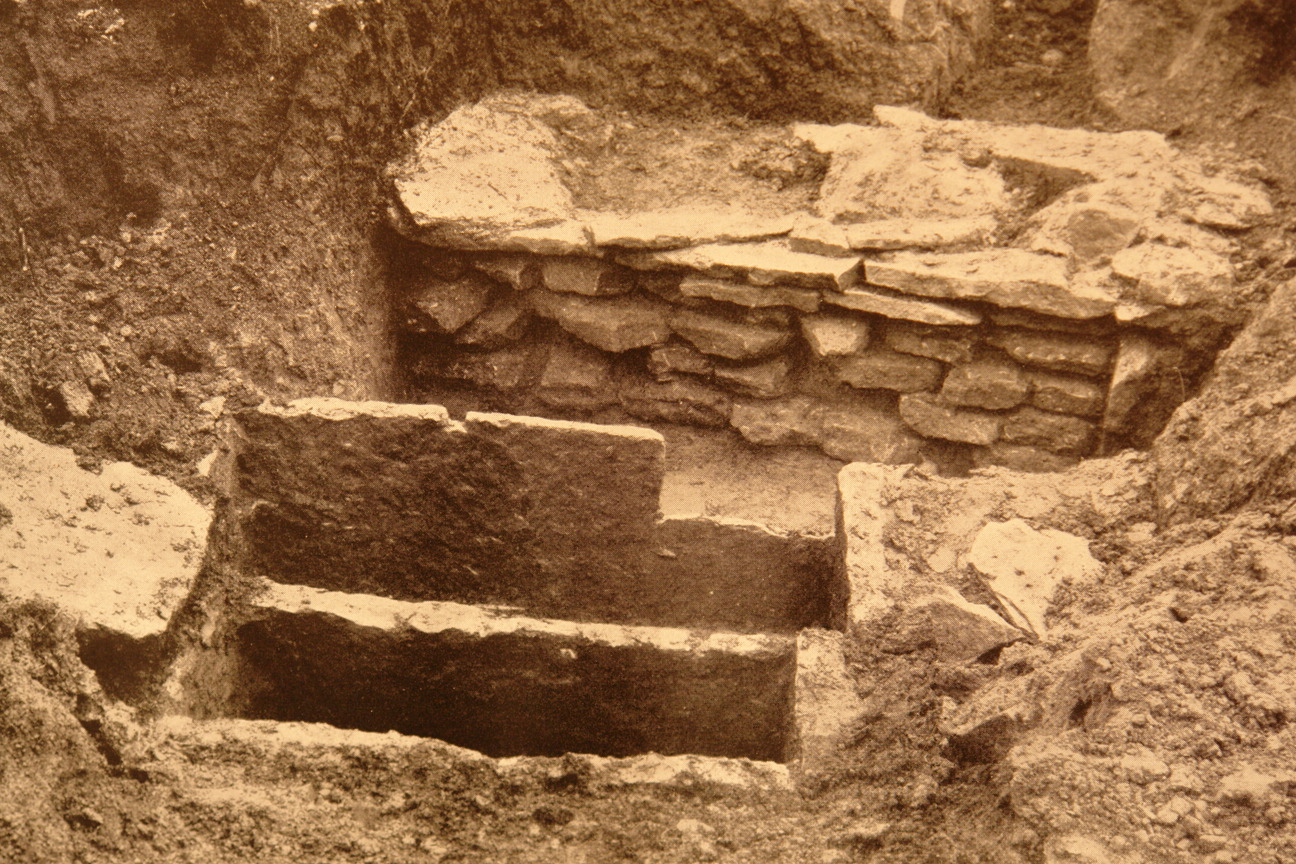
Alamannische Gräber Nr. 16, 17 und 18 während der Ausgrabung durch Stadtpfarrer Richard Kallee von Süden aus gesehen. Fundort: Staufeneckstraße (früher Schlosserstraße) in Stuttgart-Feuerbach.

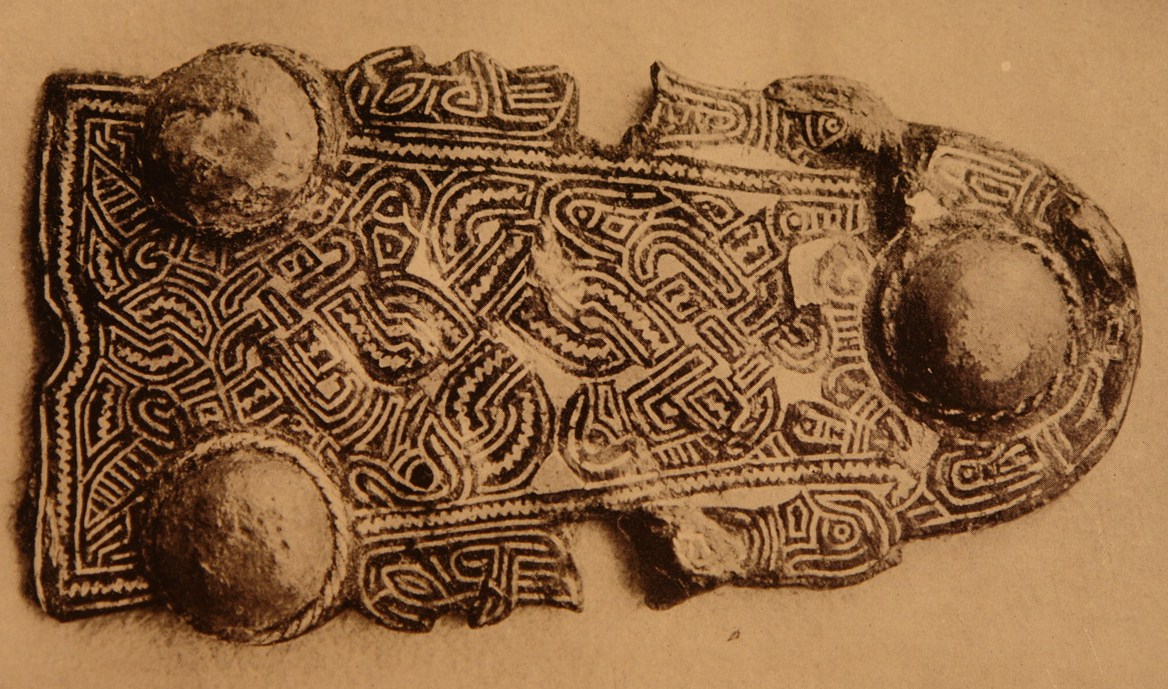
Teil eines silbertauschierten Gürtelschlosses aus dem almanischen Grab Nr. 29 in Stuttgart-Feuerbach, archäologisch ausgegraben und publiziert durch Stadtpfarrer Richard Kallee.

Das alamannische Gräberfeld von Stuttgart-Feuerbach wurde 1904 bis 1912 vom Feuerbacher Stadtpfarrer Richard Kallee ausgegraben. Es liegt an der Ecke von Staufeneckstraße (früher Schlosserstraße) und Scharfenschloßstraße (früher Eich-Straße) bei der Stuttgarter Straße 115 (früher Wilhelm-Murr-Straße) in Stuttgart-Feuerbach.
Richard Kallee grub mit Oberstabsarzt Reinhold Blind und weiteren Helfern über 100 alamannische Steingräber aus und dokumentierte 760 Fundstücke. Mit großer Sorgfalt stellte er die Funde aus dem alamannischen Gräberfeld sicher: Totenschädel und Gebeine, Münzen, Tonscherben, Kämme, Halsbänder, Gürtelschlösser, Schwerter, Lanzen, Pfeile und Sporen.
Im Frühjahr 1910 wurden nach und nach 31 Reihengräber in 9 Reihen ausgegraben, die etwa aus dem 6. Jahrhundert n. Chr. stammen. Der Inhalt der Gräber wurde unter Leitung von Stadtpfarrer Kallee mit Unterstützung von Dr. Hauff und Dr. Blind sorgfältig gesammelt und aufbewahrt. Die Gräber waren teils gemauert, teils durch Steinplatten geschützt. Es wurden etwa 11 Männer-, 14 Frauen- und 6 Kindergräber ausgegraben. Die „Männergräber“ ordnete man anhand der „männlichen“ Kriegerbeigaben zu, wie seinerzeit noch üblich. Es wurden unter anderem gefunden: fünf Kurzschwerter (Skramasaxe), eine Lanzenspitze, eine Pfeilspitze, Sporen, eine Trense, ein Dolch, viele Messer und Riemenzungen (mehrere Stücke waren mit Silber tauschiert). In Frauen- und Kindergräbern fanden sich zwei Kämme aus Bein und ein dazugehöriges Beinfutteral, Gürtelschnallen, Fibeln, Anhänger und vier Perlenhalsbänder. Die Fundorte der Halbedelsteine, Bernsteinperlen und künstlichen Perlen, aus denen die Halsbänder offenbar bestanden hatten, wurden jeweils sofort genau aufgezeichnet und die Perlen schließlich in ihrer richtigen Reihenfolge auf Seide aufgereiht.
Zuletzt wurde das Grab eines Kriegers ausgegraben, das besonders bemerkenswerte und sehr gut erhaltene Beigaben enthielt: zwischen den Beinen lag ein eisernes Kurzschwert mit reichem Gehänge und einem vollständig erhaltenen bronzenen Gürtelschloss mit zwei Seitenbeschlagstücken, die durch ziselierte Halbkugelrosetten verziert sind. Der Gürtel war besetzt mit Achat- und anderen Halbedelsteinen. Dieses Grab, wie auch verschiedene vorher geöffnete Gräber, wurde während der Eröffnung durch Photograph Berthold aus Feuerbach photographiert. Ein besonderes Prachtstück ist ein eisernes Gürtelbeschlägstück mit kunstvollster Silbertouschierung, das eine Schlange mit zwei Köpfen darstellt.
Im Oktober wurden 1910 auf Veranlassung Richard Kallees und des Landeskonservators Eugen Gradmann durch das städtische Hochbauamt archäologische Grabungen durchgeführt, die interessante Funde zu Tage förderten. Es handelte sich um drei alamannische Reihengräber aus dem 7. und 8. Jahrhundert, in denen sich Steinsärge befanden. Der am besten erhaltene Steinsarg wurde ins kurz zuvor erbaute Feuerbacher Rathaus gebracht. Die Ausgrabungen wurden "wissenschaftlich" wie folgt publiziert: „Im südlichen Grab lag neben den Gebeinen ein Halsschmuck von reizenden kleinen Perlen, goldgelb, rot und grün mit gelb. Es ist also wohl ein Frauengrab. Das nördliche Grab barg einen starken Kriegsmann(sic!) von hohem Wuchs: Reste eines Schwertes lagen diagonal über dem Körper. Ein Rätsel gibt das mittlere Grab auf. Es war ganz unbeschädigt, enthielt aber kein vollständiges Skelett, sondern nur das Haupt und einen Teil des Körpers.“
Fürst Karl von Urach, geleitet vom Grundstückbesitzer, dem Fabrikanten Hauff, besichtigte die Grabstätte im Oktober 1910 und ließ sich die Einzelheiten von Stadtpfarrer Kallee erläutern. Im Frühjahr 1911 wurden auf dem Grundstück durch die Firma J. Hauff u. Cie. (chemische Fabrik) für ihre Mitarbeiter vier Doppelhäuser fertiggestellt. Die Funde wurden bei der im August und September 1912 abgehaltenen Gewerbeausstellung der Öffentlichkeit zugänglich gemacht.
Am 4. November 1926 wurde unter Kallees Direktion das Feuerbacher Heimatmuseum eingeweiht. Die wichtigsten Fundstücke sind im Foyer des Feuerbacher Bezirksrathauses ausgestellt. Weitere Grabungen fanden unter Reinhold Blind im Jahr 1928 statt (Gräber Nr. 123–138)

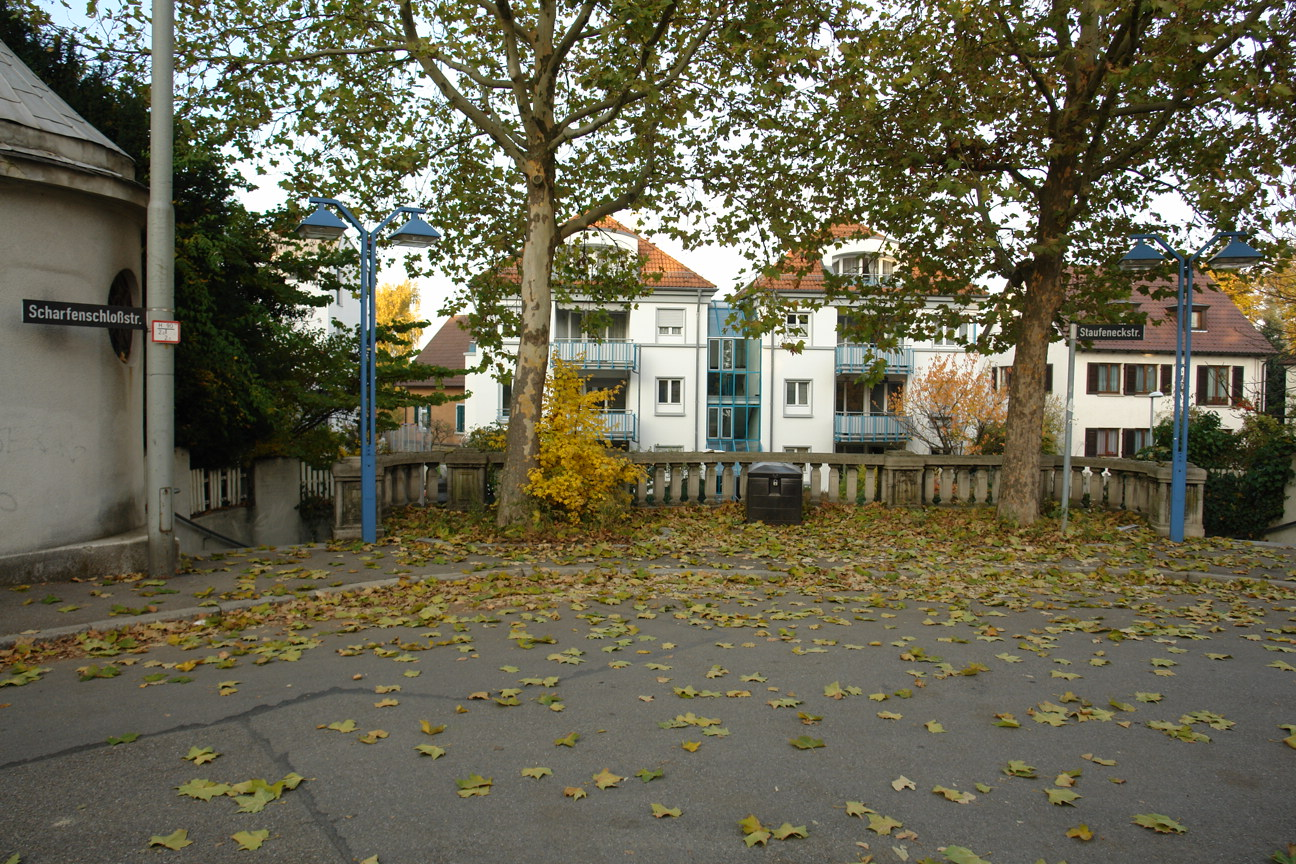
Fundort des Gräberfelds in der Staufeneckstraße (früher Schlosserstraße), 70469 Stuttgart-Feuerbach
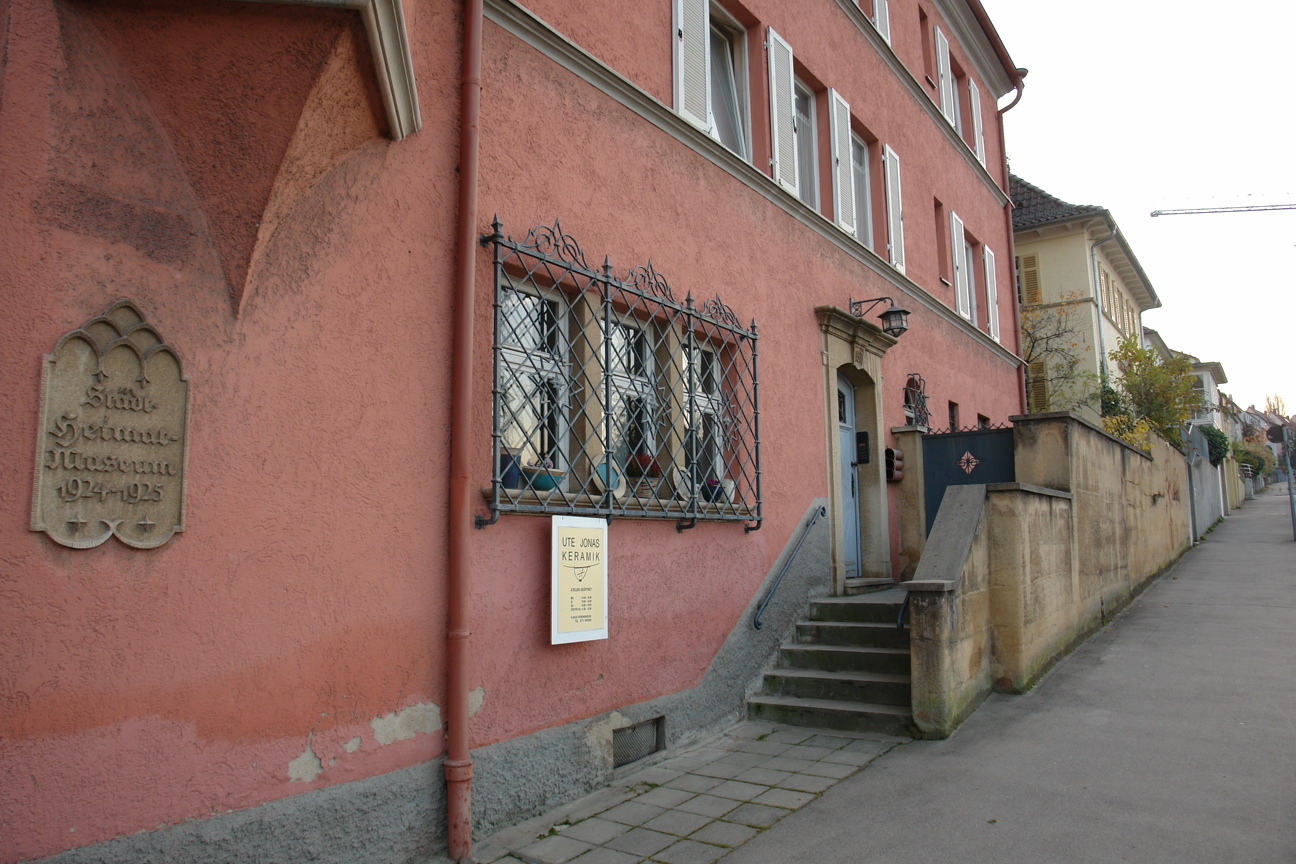
Ehemaliges Heimatmuseum in der Wiener Straße 157, 70469 Stuttgart-Feuerbach
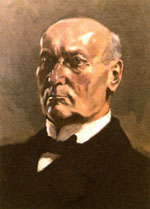
Ausgräber des Stuttgart-Feuerbacher Gräberfeldes, Stadtpfarrer Richard Kallee
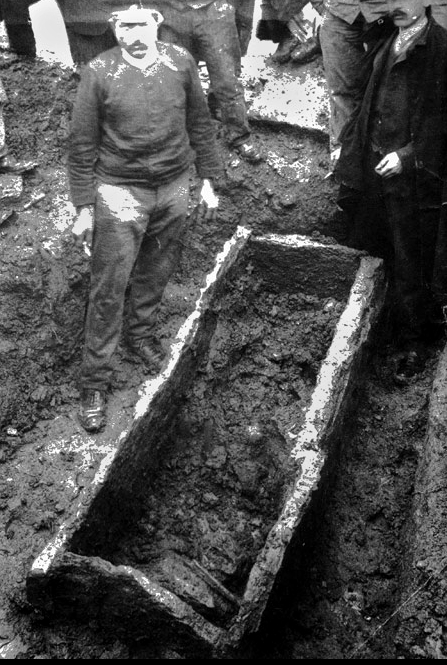
Ausgrabung
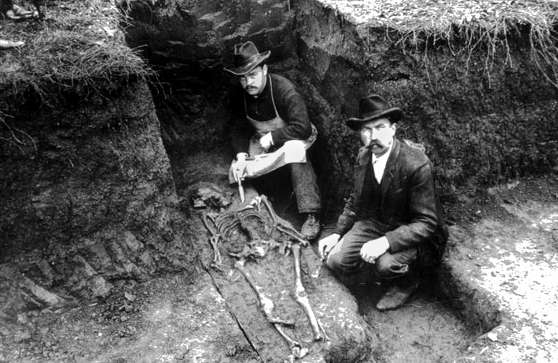
Erdbestattung
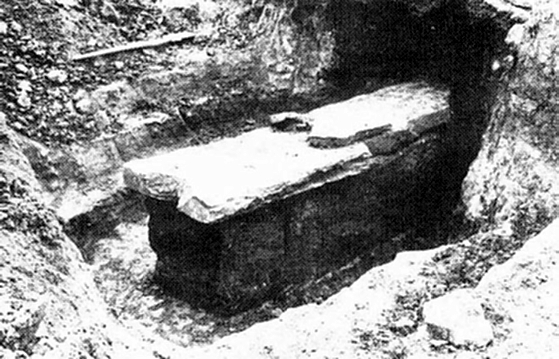
Steinplattengrab Nr. 61